# Alexandre de Pauew
Alexandre de Pauew est un joueur belge de hockey sur gazon né le 7 octobre 1988. Aux Jeux olympiques d'été de 2016, à Rio de Janeiro, il est réserviste de l'équipe de Belgique qui remporte la médaille d'argent du tournoi masculin.